# Pnigalio phragmitis
Pnigalio phragmitis är en stekelart som först beskrevs av Erdös 1954.  Pnigalio phragmitis ingår i släktet Pnigalio, och familjen finglanssteklar. Arten är reproducerande i Sverige.